# Xanthochlorus
Xanthochlorus (лат.) — род мух-зеленушек (Dolichopodidae), включает 11 палеарктических, 3 ориентальных, 1 неарктический и 1 афротропический вид.

## Описание
Мелкие мухи обычно жёлтой окраски, с жёлтыми или чёрными щетинками.

## Систематика
Типовой вид (Porphyrops ornata Haliday, 1832) был установлен в 1910 году (Coquillett, 1910).

## Список видов
- X. chinensis Yang & Saigusa, 2005.[6] Типовое местообитание: Китай: Shaanxi, Fuping; Oriental: Китай
- X. flavicans Negrobov, 1978.[7] Типовое местообитание: Таджикистан: Kondara; Palaearctic: Таджикистан
- X. fulvus Negrobov, 1978.[7] Типовое местообитание: Россия: Северный Кавказ; Palaearctic: Россия
- X. galbanus Chandler et Negrobov, 2008.[8] Типовое местообитание: Англия: Глостершир, Coombe Dingle. Range: Palearctic: Великобритания, Венгрия, Италия
- X. helvinus Loew, 1861.[9] Типовое местообитание: США: Иллинойс, Чикаго; Канада, Nearctic: США: WI to NS, s. to IA, IL, and GA (MI, TN, ON, QC, NY, VT, VA, NC)
- X. henanensis Wang, Yang et Grootaert, 2008.[10] Типовое местообитание: Китай: Henan, Nanyang, Neixiang, Baotianman. Oriental: Китай
- X. kustovi Grichanov, 2010. Типовое местообитание: Madagascar: Andasibe, 950 m, Analamazaotra. Afrotropical: Мадагаскар
- X. lucidulus Negrobov, 1978.[7] Типовое местообитание: Таджикистан: Iskander-Darya; Palaearctic: Казахстан, Узбекистан, Таджикистан
- X. luridus Negrobov, 1978. Типовое местообитание: Россия: Кавказ; Palaearctic:
- X nigricilius Olejnicek, 2004.[11] Типовое местообитание: Китай: Shaanxi, Qinling, Xunyangba; Oriental: Китай
- X. ochraceus Vaillant, 1952. Типовое местообитание: Алжир; Palaearctic: Алжир
- X. ornatus (Haliday, 1832).
- X. philippovi Negrobov, 1978. Типовое местообитание: Россия: Владивосток; Palaearctic: Россия
- X. silaceus Chandler et Negrobov.[8] Типовое местообитание: Великобритания: Кент, Downe, Cuckoo Wood. Palearctic: Великобритания
- X. statzi (+) Chandler et Negrobov, 2008.[8] (nom. n. for Xanthochlorus tenellus Statz, 1940, nec Wiedemann, 1817, nec Fallen, 1823). Palearctic: Германия [Upper Oligocene]
- X. tenellus (Wiedemann, 1817) (Loew, 1857: 42)
- X. ultramontanus Becker, 1918. Типовое местообитание: not given [Chamonix, Франция] // [syn. of Xanthochlorus ornatus (Haliday, 1832) (Negrobov, 1991: 18), but see Chandler et Negrobov, 2008.[8] Palearctic: Франция

## Список видов, исключённых из рода
- X. bicolorellus (Zetterstedt, 1843)
- X. carthusianus Vaillant, 1978
- X. flavellus (Zetterstedt, 1843) (см. Xanthochlorus tenellus (Wiedemann, 1817))
- X. tarsatus Schiner, 1868 Типовое местообитание: Pulo-Milu. Unrecognized.
- X. tenellus (+) Statz, 1940 (nec Wiedemann, 1817, nec Fallen, 1823). Palearctic: Germany [Upper Oligocene] (см. Xanthochlorus statzi Chandler et Negrobov, 2008: 29 (nom.nov.))
- X. tenellus (Fallen, 1823)

## Экология
- Поведение Xanthochlorus sp. (Видео, 1м 42с)